# Icon Loft
Icon Loft es un complejo residencial de dos torres en el número 10 de Gopeng Street en Tanjong Pagar, en el Distrito financiero de Singapur. La Torre I es de 122 m y 41 plantas, y la torre más alta, la Torre II, es de 46 pisos con 163 m (535 pies). El proyecto fue lanzado en 2001 por el desarrollador Extremo Oriente Organización y recibió respuesta abrumadora del público - Resultando en el desarrollo completo en pocos días.
La construcción en las torres comenzó en 2002 y fue terminada en 2007. Hasta la terminación de La Bahía @ de Marina de la Vela  en 2008 era el rascacielos más alto de Singapur. La primera planta está llena de restaurantes y tiendas.